# 江戸木純
江戸木 純（えどき じゅん、1962年 - ）は、日本の映画評論家。有限会社エデンの代表取締役。本名は古谷 文雄（ふるや ふみお）。ペンネームはエド・ウッド・ジュニアに由来する。

## 人物
東京都出身。東北新社やギャガで外国映画の買い付けを行い、『死霊の盆踊り』や『ベルリン忠臣蔵』をはじめとする数百本の劇場未公開映画の宣伝に係わる。
独立後には「行動的批評」をモットーとした映画評論家として活動を開始し、『ムトゥ 踊るマハラジャ』、『ロッタちゃん』、『処刑人』などの日本未公開作品を紹介する。1998年11月には妻と共に有限会社エデンを設立し、外国映画の配給を行うようになる。
『王様の漢方』（2002年、日中合作）、『丹下左膳・百万両の壺』（2004年、日本）では、製作、脚本も行っている。
イギリスから超低予算ゾンビ映画『コリン LOVE OF THE DEAD』を買い付け、作品プロモーションも兼ねて、2011年2月末に第一回東京国際ゾンビ映画祭を開催する。

## 著書
- 『地獄のシネバトル―世紀末映画読本』洋泉社、1993年5月。
- 『地獄のハリウッド―SEXと殺人とスキャンダルの映画史』洋泉社、1995年1月。（青山正明、大内稔、越智道雄、大久保賢一他と共著）
- 『インド極楽映画最高傑作 ムトゥ踊るマハラジャのすべて』ジャパンミックス、1998年6月。
- 『映画突破伝―「人肉饅頭」から「クイーン・コング」まで』洋泉社、2001年7月。（叶井俊太郎と共著）
- 『関根勤×江戸木純 シネマ十番勝負』富士見書房、2003年5月。（関根勤と共著）
- 『バッド・ムービー・アミーゴスの日本映画最終戦争 邦画バブル死闘編〈2007‐2008年版〉』洋泉社、2009年3月。（柳下毅一郎、クマちゃんと共著）
- 『日本映画空振り大三振 ～くたばれ!ROOKIES』洋泉社、2010年6月。（柳下毅一郎、クマちゃんと共著）
- 『世界ブルース・リー宣言 ～龍教聖典～』洋泉社、2010年7月。

## 翻訳
- 牛波『王様の漢方』 講談社、2002年。

## フィルモグラフィ
- 『王様の漢方』 (2002) - 製作・脚本
- 『丹下左膳・百万両の壺』 (2004) - 製作・脚本